# Premier ministre de la Nouvelle-Galles du Sud
Le Premier ministre de la Nouvelle-Galles du Sud (en anglais : Premier of New South Wales) est le chef de gouvernement de l'État de Nouvelle-Galles du Sud en Australie. Avant la constitution de la Fédération en 1901, l'expression « Prime Minister of New South Wales » est utilisée alors que le terme de « Premier » n'est utilisé qu'après cette date. Chris Minns exerce la fonction depuis le 28 mars 2023.

## Liste des Premiers ministres
| Rang | Nom                          | Parti            | Prise de fonction | Fin de fonction   |
| ---- | ---------------------------- | ---------------- | ----------------- | ----------------- |
| 1    | Stuart Donaldson             |                  | 6 juin 1856       | 25 août 1856      |
| 2    | Charles Cowper               | Libéral          | 26 août 1856      | 2 octobre 1856    |
| 3    | Henry Parker                 |                  | 3 octobre 1856    | 7 septembre 1857  |
| -    | Charles Cowper (2e fois)     | Libéral          | 7 septembre 1857  | 26 octobre 1859   |
| 4    | William Forster              |                  | 27 octobre 1859   | 8 mars 1860       |
| 5    | John Robertson               |                  | 9 mars 1860       | 9 janvier 1861    |
| -    | Charles Cowper (3e fois)     | Libéral          | 10 janvier 1861   | 15 octobre 1863   |
| 6    | James Martin                 |                  | 16 octobre 1863   | 2 février 1865    |
| -    | Charles Cowper (4e fois)     | Liberal          | 3 février 1865    | 21 janvier 1866   |
| -    | James Martin (2e fois)       |                  | 22 janvier 1866   | 26 octobre 1868   |
| -    | John Robertson (2e fois)     |                  | 27 octobre 1868   | 12 janvier 1870   |
| -    | Charles Cowper (5e fois)     | Liberal          | 13 janvier 1870   | 15 décembre 1870  |
| -    | James Martin(3e fois)        |                  | 16 décembre 1870  | 13 mai 1872       |
| 7    | Henry Parkes                 | Libéral          | 14 mai 1872       | 8 février 1875    |
| -    | John Robertson (3e fois)     |                  | 9 février 1875    | 21 mars 1877      |
| -    | Henry Parkes (2e fois)       | Libéral          | 22 mars 1877      | 16 août 1877      |
| -    | Sir John Robertson (4e fois) |                  | 17 août 1877      | 17 décembre 1877  |
| 8    | James Farnell                |                  | 18 décembre 1877  | 20 décembre 1878  |
| -    | Henry Parkes (3e fois)       | Libéral          | 21 décembre 1878  | 4 janvier 1883    |
| 9    | Alexander Stuart             |                  | 5 janvier 1883    | 6 octobre 1885    |
| 10   | George Dibbs                 | Protectionniste  | 7 octobre 1885    | 9 octobre 1885    |
| -    | Sir John Robertson (5e fois) |                  | 22 décembre 1885  | 22 février 1886   |
| 11   | Patrick Jennings             | Protectionniste  | 26 février 1886   | 19 janvier 1887   |
| -    | Sir Henry Parkes (4e fois)   | Free Trade       | 25 janvier 1887   | 16 janvier 1889   |
| -    | George Dibbs (2e fois)       | Protectionniste  | 17 janvier 1889   | 7 mars 1889       |
| -    | Henry Parkes (5e fois)       | Free Trade       | 8 mars 1889       | 23 octobre 1891   |
| -    | George Dibbs (3e fois)       | Protectionniste  | 23 octobre 1891   | 2 août 1894       |
| 12   | George Reid                  | Free Trade       | 3 août 1894       | 13 septembre 1899 |
| 13   | William Lyne                 | Protectionniste  | 14 septembre 1899 | 27 mars 1901      |
| 14   | John See                     | Progressive      | 28 mars 1901      | 14 juin 1904      |
| 15   | Thomas Waddell               | Ministerialist   | 15 juin 1904      | 29 août 1904      |
| 16   | Joseph Carruthers            | Liberal Reform   | 30 août 1904      | 2 octobre 1907    |
| 17   | Charles Wade                 | Liberal          | 2 octobre 1907    | 1er octobre 1910  |
| 18   | James McGowen                | Travailliste     | 21 octobre 1910   | 29 juin 1913      |
| 19   | William Holman               | Travailliste     | 30 juin 1913      | 15 novembre 1916  |
| -    | William Holman (2e fois)     | Nationaliste     | 15 novembre 1916  | 12 avril 1920     |
| 20   | John Storey                  | Travailliste     | 13 avril 1920     | 5 octobre 1921    |
| 21   | James Dooley                 | Travailliste     | 5 octobre 1921    | 20 décembre 1921  |
| 22   | George Fuller                | Nationaliste     | 20 décembre 1921  | 20 décembre 1921  |
| -    | James Dooley (2e fois)       | Travailliste     | 20 décembre 1921  | 13 avril 1922     |
| -    | George Fuller (2e fois)      | Nationaliste     | 13 avril 1922     | 17 juin 1925      |
| 23   | Jack Lang                    | Travailliste     | 17 juin 1925      | 18 octobre 1927   |
| 24   | Thomas Bavin                 | Nationaliste     | 18 octobre 1927   | 3 novembre 1930   |
| -    | Jack Lang (2e fois)          | Travailliste     | 4 novembre 1930   | 13 mai 1932       |
| 25   | Bertram Stevens              | United Australia | 16 mai 1932       | 4 août 1939       |
| 26   | Alexander Mair               | United Australia | 5 août 1939       | 16 mai 1941       |
| 27   | William McKell               | Travailliste     | 16 mai 1941       | 6 février 1947    |
| 28   | James McGirr                 | Travailliste     | 6 février 1947    | 2 avril 1952      |
| 29   | Joseph Cahill                | Travailliste     | 2 avril 1952      | 22 octobre 1959   |
| 30   | Robert Heffron               | Travailliste     | 23 octobre 1959   | 30 avril 1964     |
| 31   | Jack Renshaw                 | Travailliste     | 30 avril 1964     | 13 mai 1965       |
| 32   | Robert Askin                 | Libéral          | 13 mai 1965       | 3 janvier 1975    |
| 33   | Thomas Lewis                 | Libéral          | 3 janvier 1975    | 23 janvier 1976   |
| 34   | Eric Willis                  | Libéral          | 23 janvier 1976   | 14 mai 1976       |
| 35   | Neville Wran                 | Travailliste     | 14 mai 1976       | 4 juillet 1986    |
| 36   | Barrie Unsworth              | Travailliste     | 4 juillet 1986    | 25 mars 1988      |
| 37   | Nick Greiner                 | Libéral          | 25 mars 1988      | 24 juin 1992      |
| 38   | John Fahey                   | Libéral          | 24 juin 1992      | 4 avril 1995      |
| 39   | Bob Carr                     | Travailliste     | 4 avril 1995      | 3 août 2005       |
| 40   | Morris Iemma                 | Travailliste     | 3 août 2005       | 5 septembre 2008  |
| 41   | Nathan Rees                  | Travailliste     | 5 septembre 2008  | 4 décembre 2009   |
| 42   | Kristina Keneally            | Travailliste     | 4 décembre 2009   | 26 mars 2011      |
| 43   | Barry O'Farrell              | Libéral          | 26 mars 2011      | 23 avril 2014     |
| 44   | Mike Baird                   | Libéral          | 23 avril 2014     | 23 janvier 2017   |
| 45   | Gladys Berejiklian           | Libéral          | 23 janvier 2017   | 5 octobre 2021    |
| 46   | Dominic Perrottet            | Libéral          | 5 octobre 2021    | 28 mars 2023      |
| 47   | Chris Minns                  | Travailliste     | 28 mars 2023      | en fonction       |

## Sources
1. ↑  « Speeches of Sir Henry Parkes, G.G.M.G., M.P., Prime Minister of New South Wales. » (consulté le 24 mars 2013)
2. ↑  Le prénom d'Askin était Robin mais il le changea en celui de Robert quand il fut anobli.